# Ludwig Hoelscher
Ludwig Hoelscher (* 23. August 1907 in Solingen; † 8. Mai 1996 in Tutzing) war ein deutscher Cellist.

## Leben
Hoelscher war das jüngste von drei Kindern eines Juweliers und Hobbygeigers, der sich vorgenommen hatte, ein „familiäres Streichquartett“ zu gründen. Der junge Ludwig begann bereits im Alter von sechs Jahren mit dem Cellospiel. Ab dem Alter von zehn Jahren sammelte er Erfahrungen in der häuslichen Kammermusik, ohne jedoch als Wunderkind hervorzutreten.
Hoelscher studierte das Cellospiel in Köln, München, Leipzig und Berlin, unter anderem bei Hugo Becker, Julius Klengel und Wilhelm Lamping (1880–1951). 1930 erhielt er (zusammen mit Ibolyka Zilzer, 1906–1971) den Mendelssohn-Preis für ausübende Tonkünstler. 1931 debütierte Hoelscher mit den Berliner Philharmonikern unter Max Fiedler. Seine musikalische Karriere begann mit der Bekanntschaft der Pianistin Elly Ney, die 1932 zusammen mit ihm und dem Geiger Wilhelm Stross das Elly-Ney-Klaviertrio gründete. Von 1934 bis 1938 war er Mitglied des Strub-Quartetts in Berlin.

## Karriere im „Dritten Reich“
Hoelscher galt als einer der wichtigsten Künstler im NS-Staat, wurde im August 1944 in die „Gottbegnadeten-Liste“ („Führerliste“) des Reichspropagandaministeriums aufgenommen und war vom Kriegsdienst befreit.
Am 1. November 1937 beantragte Hoelscher die Aufnahme in die NSDAP und wurde zum 1. Mai desselben Jahres aufgenommen (Mitgliedsnummer 5.156.776). Ab 1. April 1937 war der 29-Jährige Professor an der Musikhochschule Berlin. Am 29. Mai 1938 war er Solist im Abschlusskonzert der ersten Reichsmusiktage in Düsseldorf, wo auch die NS-Propagandaausstellung Entartete Musik gezeigt wurde. Im selben Jahr trat Hoelscher bei den Beethoventagen der Hitlerjugend in Wildbad und beim kulturpolitischen Arbeitslager der Reichsjugendführung in Weimar auf und spielte zum „Lichtfest“ vor der Belegschaft von vier Industriebetrieben. Ab 1938 wirkte Hoelscher auch als Professor am Mozarteum in Salzburg. Von 1937 bis 1942 gehörte der Cellist (ab 1953 Solo-Cellist in Mannheim, von 1963 bis 1983 bei den Bayreuther Festspielen) und spätere Hochschullehrer Hans-Joachim Adomeit zu seinen Schülern in Berlin und Salzburg. Zwecks „Kulturpropaganda“ trat Hoelscher 1942 unter anderem im besetzten Belgien bei Wanderkonzerten für die Wehrmacht in Antwerpen, Gent, Mechelen, Löwen, Lier und St. Niklaas auf. Diese Konzerte wurden 1943 wiederholt, zusätzliche Auftritte hatte er in Bukarest, Lemberg, Lublin und Warschau. Am 2. Dezember 1944 trat er zusammen mit der Philharmonie des Generalgouvernements in Krakau auf. Diese „Philharmonie des Generalgouvernements“ war ein von „Generalgouverneur“ Hans Frank zu Propagandazwecken gegründetes Orchester, das mit polnischen Spitzenmusikern besetzt war. Im Diensttagebuch von Frank fand sich dazu der Eintrag: „Krakau Konzert mit Prof. Hoelscher“. In diesem Konzert unter der Leitung von Hans Swarowsky gab es auch die Uraufführung von Pfitzners Komposition Krakauer Begrüßung, die Hans Frank gewidmet war.

## Karriere im Nachkriegsdeutschland
Trotz Mitgliedschaft in verschiedenen nationalsozialistischen Organisationen, wie der NSDAP, dem Reichskolonialbund und dem Altherrenbund der Deutschen Studenten, konnte Ludwig Hoelscher seine Karriere nach dem Zweiten Weltkrieg fortsetzen. Er war von 1954 bis 1972 Professor an der Musikhochschule Stuttgart. Zahlreiche Konzertreisen führten ihn um die ganze Welt, darunter 1953 erstmals nach Japan, wo er Ehrenmitglied der Ueno-Universität Tokio wurde. Neben vielen anderen Auszeichnungen erhielt er auch die Ehrenmitgliedschaft des Vereins Beethoven-Haus Bonn.
Ludwig Hoelscher trat zeitlebens solistisch und als Kammermusiker auf (u. a. mit Elly Ney, Walter Gieseking, Hans Richter-Haaser, Max Strub Wilhelm Kempff, Wilhelm Keilmann, Carl Seemann, Adrian Aeschbacher, Kurt Rapf). Er hat über 50 Werke uraufgeführt (u. a. von Johann Nepomuk David, Wolfgang Fortner, Martin Karl Hasse, Joseph Rheinberger, Ermanno Wolf-Ferrari, Hans Pfitzner, Walter Gieseking, Karl Höller, Harald Genzmer, Hans Werner Henze, Ernst Krenek, Heinrich Sutermeister, Peter Jona Korn, Günter Bialas, Wilhelm Keilmann, Casimir von Pászthory). Er brachte auch Werke von Paul Hindemith zur deutschen Erstaufführung. Die Cellosonate op.30 (1935) von Theodor Hausmann ist Ludwig Hoelscher gewidmet.

## Diskografie
Hoelscher machte zahlreiche Schallplatteneinspielungen, von denen einige inzwischen auch als CDs erschienen sind (Bayer Records; Haenssler; forgotten-records, Frankreich).
- The Complete Telefunken Recordings.[13]
- Beethoven: Sämtliche Werke für Cello & Klavier (1974. Piano: Jörg Demus. 2 CDs)[14]
- Beethoven: Cellosonaten Nr. 1 & 2; Pfitzner: Cellosonate op. 1; Bach: Suite BWV 1012 für Cello solo; Frescobaldi: Toccata für Cello & Bc; Dvorak: Adagio in Des; Rondo in g; Hindemith: Cellosonate op. 11, 3; Mendelssohn: Cellosonate Nr. 2 (Piano: Hans Richter-Haaser. Bayer-Records, eingespielt 1951-1958. 2 CDs (2003))